# Астат
Астат (лат. astatium) је радиоактивни хемијски елемент са симболом At и атомским бројем 85. Он је најређи елемент који се природно јавља у Земљиној кори. На Земљи се налази као производ радиоактивног распада разних тежих елемената. Сви његови изотопи су краткоживећи, а најстабилнији међу њима је астат-210 са временом полураспада од 8,1 сати. Елементарни астат никад није виђен голим оком, јер би сваки макроскопски узорак одмах испарио због радиоактивног загрејавања. Истражује се да ли би ова „препрека” код добијања астата могла бити превазиђена уз адекватно хлађење узорка.
Особине астата у већим количинама нису познате а подаци су непоуздани. Многе његове особине се заснивају на његовом месту у периодном систему елемената, где је он тежи аналог јода и члан групе халогених елемената (која укључује елементе флуор, хлор, бром и јод). Претпоставља се да има таман или сјајан изглед, а може бити и полупроводник или чак метал. Постоје мишљења да би вероватно имао вишу тачку топљења од јода. У хемијском смислу, познато је неколико врста иона астата, а већина његових једињења наликује на једињења јода. Такође у одређеним аспектима показује и неке металне особине, као што је могућност грађења стабилних једноатомских катјона у воденим растворима (за разлику од лакших халогена).
Научници Дејл Р. Корсон, Кенет Рос Макензи и Емилио Сегре први су синтетисали овај елемент на Универзитету Калифорније у Берклијуу, а име су му дали по грчкој речи astatos (ἄστατος), „нестабилан”. Касније су пронађена четири изотопа астата у природи, мада је најмање распрострањени природни елемент, а у сваком тренутку у Земљној кори га има много мање од једног грама. У медицини се користе најстабилнији изотопи астата-210 и 211, а они се не јављају у природи. Производе се искључиво синтетички, обично поступком бомбардовања бизмута-209 алфа честицама.

## Историја
Када је Дмитриј Мендељејев 1869. саставио свој периодни систем, он је предвидео постојање неких, у то време, још неоткривених елемената, између осталих и једног којег је, након открића, требало сместити испод јода. Из тих разлога, неки научници су покушавали да открију тај елемент, назван „ека-јод”.
Године 1931. Фред Алисон и његови сарадници са Политехничког института Алабаме (данас Универзитет Оберн) објавили су да су открили недостајући елемент те су му дали назив алабамин (Ab). Међутим, њихово откриће није могло бити потврђено те је касније проглашено лажним. Хемичар Раџендралал Митра из Даке, Бангладеш (тада Британске Индије) 1937. године при проучавању чланова породице радиоактивног торијума пронашао је два нова елемента. Првом је дао име дакин (ека-јод), што је представљало енглески назив за град Даку (Dacca), а другом горијум. Ни један од ових проналазака нових елемената није потврђен ни признат.
Швајцарски хемичар Волтер Миндер предложио је назив хелвецијум, када је 1940. објавио откриће елемента 85. Међутим, две године касније, 1942. променио је предлог за име елемента у англохелвецијум. Потврда открића астата (од старогрч. ἀστατέω = „бити непостојан”, због његовог радиоактивног распада) дошла је тек 1940. када су научници Дејл Р. Корсон, Кенет Рос Макензи i Емилио Сегре на Универзитету Калифорније произвели нови елемент бомбардовањем бизмута алфа-честицама. Три године касније, овај краткоживући елемент такође су пронашли Берта Карлик и Трауда Бернет као производ природног процеса распада уранијума.

## Особине
Астат је изузетно радиоактиван елемент, сви његови изотопи имају кратка времена полураспада од 8,1 сати или мање, а распадају се на друге изотопе астата или на изотопе бизмута, полонијума или радона. Сви изотопи астата су веома нестабилни, већина их се распада за мање од секунде. Међу првих 101 елемента периодног система, само је францијум нестабилнији од њега.
Особине астата у већим количинама нису познате и предмет су претпоставки и нагађања. Његово истраживање је ограничено кратким временом распада, које онемогућава стварање мерљивих количина елемента. Када би се добио видљив комад астата, он би готово одмах испарио због огромне топлоте која настаје због његове интензивне радијације. Постоје одређена истраживања да се потребним хлађењем добију макроскопске количине астата које би се могле исталожити у танком слоју. Астати се најчешће не убраја нити у неметале ни у металоиде; а нека истраживања сугерирају да би могао имати и металне особине.

### Физичке
Већина физичких особина астата су процењене (било интерполацијом или екстраполацијом), користећи теоретске или методе изведене из праксе. На пример, халогени елементи су све тамнији како се повећава атомска тежина: флуор је готово безбојан, хлор је жуто-зелен, бром је црвено-смеђ док је јод љубичасто-тамносив. Због такве правилности сматра се да би астат вероватно требао бити црна или врло тамна чврста материја (ако се овај тренд наставља низ групу) или можда има метални облик (ако је заправо металоид или метал). Тачке топљења и кључања астата очекују се да би могле следити тренд елемената халогене серије, које расту повећањем атомског броја. За основу тога, оне су процењене на 302 и 337 °C. Неки експериментални докази показују да би астат могао имати ниже тачке топљења и кључања од оних које имплицира халогени „тренд”. Aстат сублимира много слабије од јода, те има нижи притисак паре. Када би се то испоставило тачним, половина количине узорка астата би испарила за око сат времена ако би се узорак ставио на чисту стаклену површину при собној температури. Спектар апсорпције астата на средњим ултраљубичастим таласним дужинама има линије на 224,401 и 216,225 nm, што сугерише транзиције 6p на 7s.
Структура чврстог астата није позната. Као аналог јода, могао би имати орторомпску кристалну структуру састављену из двоатомских молекула астата, а такође би могао бити и полупроводник (са ширином забрањене траке од 0,7 ). За разлику од тих мишљења, ако би кондензовани астат градио металну фазу како је предвиђено, могао би имати моноатомску раванско центрирану кубну структуру. Докази за (или против) постојања двоатомског астата (2) су ретки и не нуде недвосмислен закључак. Неки изводи наводе да At2 уопђте не постоји, или барем да никад није проучен, док други извори доказују и имплицирају његово постојање. И поред контроверзе, многе особине двоатомског астата су претпостављене; на пример, дужина његове везе би требала бити 300 ±10 , енергија дисоцијације 83,7 ±12,5 kJ·mol−1, а топлота испаравања (∆Hпар) 54,39 kJ·mol−1. Последњи податак значи да би астат требао (у најмању руку) бити металног облика у течном стању на основу тога да елементи са топлотом испаравања вишом од ~42 kJ·mol−1 су метални када су у течном стању; а двоатомски јод, с вредношћу од 41,71 kJ·mol−1, незнатно је испод ове границе.

### Хемијске
Хемија астата је „обавијена тамним облацима” због екстремно ниских концентрација при којима се врше експерименти с овим елементом, као и могућности реакција уз присуство нечистоћа и филтера, као и радиоактивних нуспроизвода, те других нежељених интеракција у нано-скали. Многе од његових претпостављених особина су истраживане у студијама помоћу радиоактивних трасера на екстремно разређеним растворима астата, обично ређим од 10−10 −1. Неке особине, попут грађења анјона, одговарају онима код халогена. Астат такође има и неке карактеристике метала, попут електропревлачења на катодама, коталожењу са металним сулфидима у хлороводоничној киселини, те грађењу стабилних моноатомских катјона у воденом раствору. Астат гради комплексе са ЕДТА, средством за хелирање метала, те је у могућности да делује као метал у радиоактивном трасирању антитела, а у неким аспектима астат у стању +1 доста наликује сребру у истом стању. Ипак, у већем делу органске хемије астат делује као аналог јода.
Астат има електронегативност од 2,2 на ревидираној Полинговој скали, што је ниже од јода (2,66) а готово исто као и код водоника. У водоник-астатиду (HAt) предвиђа се да би негативни набој требао бити на атому водоника, чиме се имплицира да би овај спој требао бити назван „астат-хидрид”. То би било у складу са електронегативношћу астата на Олре-Рочовој скали (1,9) што је мање од оне код водоника (2,2). За афинитет према електрону астата се предвиђа да би требао бити смањен за једну трећину због спин-орбиталних интеракција.